# SN 2007hl
SN 2007hl – supernowa typu Ib/c odkryta 31 sierpnia 2007 roku w galaktyce A205007-0158. W momencie odkrycia miała maksymalną jasność 19,50m.